# Халов, Павел Васильевич
Павел Васильевич Халов (1932—1999) — советский поэт и прозаик.

## Биография
Родился 3 сентября 1932 года в Ленинграде. Работа его отца, военного инженера, была связана с частыми переездами. В годы Великой Отечественной войны семья жила в Уссурийске, затем в Хабаровске. Трудное военное детство с побегами из дома на фронт, завершилось детской трудовой воспитательной колонией в Амурской области, где он окончил семилетнюю школу. В 1947 году поступил на художественно-графическое отделение Хабаровского педагогического училища, откуда он ушёл, попытавшись поступить в военно-морское училище, куда не был принят из-за проблем со зрением. Вернувшись в Хабаровск, окончил среднюю школу, затем — военное училище. После этого, несколько лет работал в уголовном розыске.
Начал писать стихи еще в воспитательной колонии. В 1957 году вышла первая книга его стихов «Юность: Поэмы» (Хабаровск : Кн. изд-во, 1957. — 64 с.). Позднее были опубликованы еще четыре поэтических сборника: «Если я промолчу» (Москва : Мол. гвардия, 1959. — 94 с.), «Три огонька» (Хабаровск : Кн. изд-во, 1960. — 71 с.: ил.), «На краю Азии» (Москва : Сов. Россия, 1964. — 95 с.: ил.), «Бессмертник» (Хабаровск : Кн. изд-во, 1967. — 126 с.: ил.). Одновременно, с 1959 года, он обратился к прозе; появились его повести «Всем, кто меня слышит» (Москва : Сов. Россия, 1961. — 83 с.), «Пеленг-307» (Роман-газета; № 10). Затем были написаны романы «Последний циклон» (Кн. 1. — Хабаровск : Кн. изд-во, 1964; В 2 кн. — Хабаровск : Кн. изд-во, 1966) и «Иду над океаном» (Хабаровск : Кн. изд-во, 1971. — 414 с.), удостоенный литературной премии Союза писателей РСФСР. Затем был напечатан роман «Каждое мгновение!» (Хабаровск : Кн. изд-во, 1982. — 429 с.; Хабаровск : Кн. изд-во, 1988. — 332,[2] с.: портр.).
Был награжден орденом Дружбы народов. Член Союза писателей СССР (Союза писателей России).
Умер 19 ноября 1999 года.
П. Богоявленский в послесловии к одной из его книг писал:

…на первом плане у П. Халова — человек. Именно человеческие характеры во всей их сложности и глубине, в движении и развитии представляют главный интерес для писателя.